# Zoogeografie
Zoogeografie je odvětví biogeografie a obor zoologie zabývající se rozšířením živočichů.

## Zoogeografické oblasti
Povrch planety Země lze rozdělit na několik oblastí. Každá oblast má specifické parametry, jimiž se liší od ostatních (přestože na první pohled si jsou některé oblasti podobné). Zoogeorafické oblasti lze řadit pod tři hlavní oblasti: Arktogea, Notogea a Neogea:
- Arktogea
  - palearktická oblast
  - nearktická oblast
  - etiopská oblast
  - orientální oblast (indomalajská oblast)
- Notogea
  - australská oblast
- Neogea
  - neotropická oblast

Někteří autoři spojují oblast indomalajskou (orientální) s oblastí australskou; vzniká tak jedna rozsáhlá indoaustralská oblast. Také palearktická a nearktická oblast jsou někdy spojovány v oblast holarktickou.
Zoogeografické oblasti lze členit na podoblasti.

## Historie členění
Rozdělení světa na jednotlivé oblasti a podoblasti zavedli v 19. století britští přírodovědci Alfred R. Wallace a Richard Lydekker.
V 21. století se názory na členění různí.